# Ланге, Оскар
Оскар Рышард Ла́нге (пол. Oskar Ryszard Lange; 27 июля 1904, Томашув-Мазовецкий — 2 октября 1965, Лондон) — польский экономист, специалист в области эконометрики, политический и общественный деятель.

## Биография
Его основным научным руководителем был Адам Кржижановский. Получил в Краковском университете степень магистра юриспруденции в 1927 году и степень доктора права в 1928 году. В 1929-30 годах учился в Лондонской школе экономики.
В 1931 году стал преподавателем Краковского университета.
В 1935 году уехал в США, начал преподавать в Университете Мичигана.
В 1938—1945 годах преподавал в Чикагском университете.
Член Польской социалистической партии в 1927—1947 годах, с 1948 года член ПОРП.
В 1945 году вернулся в Польшу, в 1945—1947 годах посол Польской народной республики в США, с января по декабрь 1947 года представитель ПНР в ООН и СБ. Депутат Сейма Польши (образовательного и 1—4 созывов).
В 1952—1955 ректор Главной школы планирования и статистики, с 1956 года профессор Варшавского университета.
С 1962 года первый президент Кибернетического общества Польши (pl:Polskie Towarzystwo Cybernetyczne).
Академик Польской АН (1952). Профессор (1949). Доктор honoris causa Ягеллонского университета (1964). Дважды лауреат Государственной премии ПНР (1955, 1964).
Был советником по экономическим вопросам в Индии (1955—1956) и на Цейлоне (1959).
Ланге был заместителем председателя Государственного совета Польской Народной Республики в 1961—1965 годах, и после смерти Александра Завадского был одним из четырёх исполняющих обязанности председателя Государственного совета (то есть глава государства) 7-12 августа 1964.
Умер в лондонской больнице после неудачной операции.
Награждён орденом Строителей Народной Польши (1964).

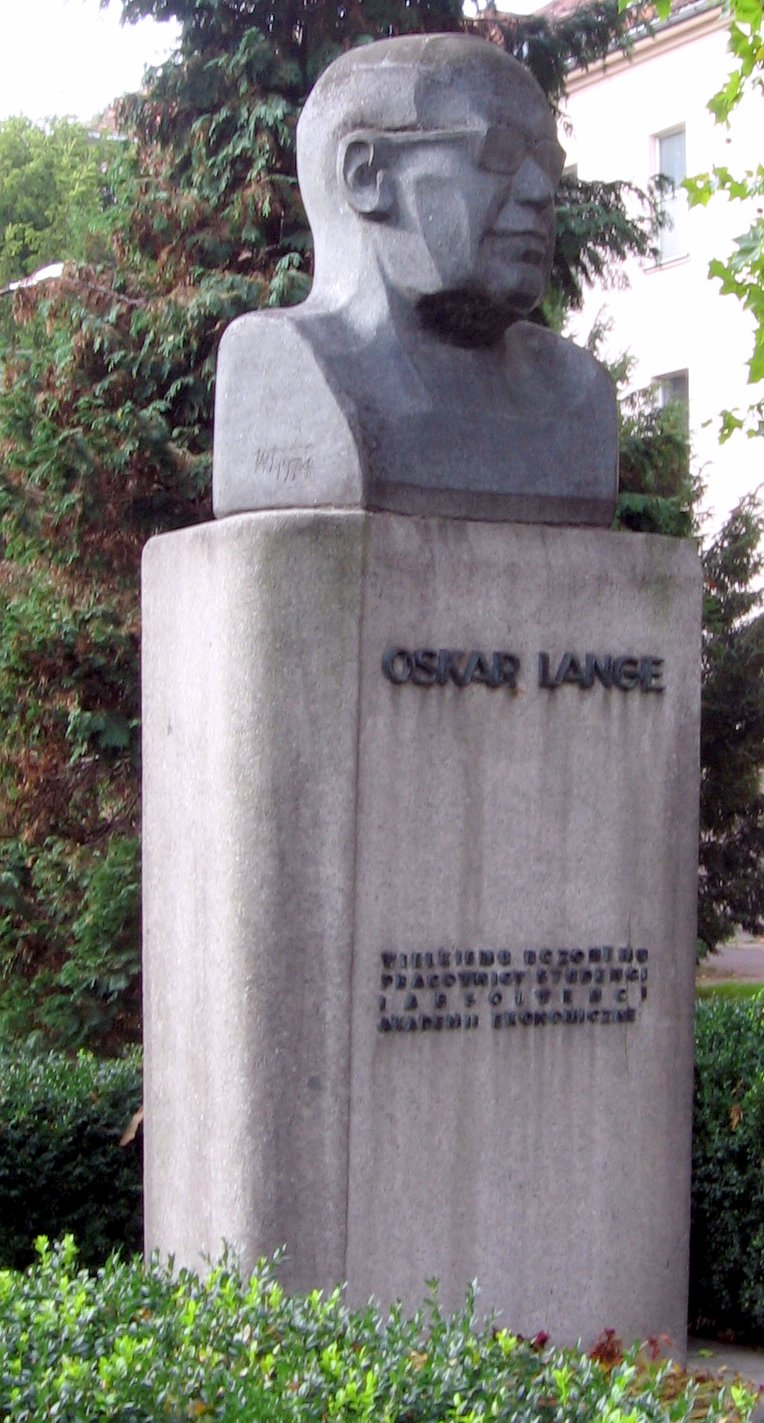

## Научные взгляды
Карьера Оскара Ланге разбивается ровно на две части: американский этап до Второй мировой войны, на протяжении которого он внёс важный вклад в экономический мейнстрим, не скрывая при этом своих симпатий к марксизму; и польский этап после войны, во время которого он пропагандировал недогматическую версию марксизма, использующую все современные экономические инструменты.— Марк Блауг
Самой известной работой является опубликованная в 1936-37 годах статья «Об экономической теории социализма» (On the Economic Theory of Socialism). В ней Ланге построил модель рыночного социализма, при которой цены директивно приравнивались предельным издержкам производства, и управляющие предприятий стремились к максимизации прибыли. Задачей органов экономического планирования предполагался баланс спроса и предложения, определяемый методом проб и ошибок. Конечным результатом совместной деятельности плановых органов и предприятий должно было стать достижение всех эффективных результатов конкурентной экономики при устранении свойственных капитализму безработицы, социального неравенства и монополий. Эта статья была ответом на возражения Мизеса—Хайека о невозможности рационального планирования при социализме, и дала аргументы о том, что стандартная теория совершенной конкуренции не зависит от частной или общественной формы собственности. За 40 лет до Ланге аналогичные идеи высказывал Энрико Бароне. Прудон же высказывал эти идеи ещё в 19-м веке в своей книге «Система экономических противоречий». Также и Бенджамин Такер в 1889 г., написавший статью «Следует ли платить за труд?»
Ланге считал, что советское планирование в том виде, как оно осуществлялось на деле, было ошибочным, при этом он доказывал, что если национализированную собственность сочетать с рынком, может получиться подлинный социализм.

## Труды
- Marxian Economics and Modern Economic Theory. // Review of Economic Studies, 1935, 2(3), pp. 189—201.
- On the Economic Theory of Socialism. Part One. // Review of Economic Studies, 1936, 4(1), pp. 53-71.
- On the Economic Theory of Socialism. Part Two. // Review of Economic Studies, 1937, 4(2), pp. 123—142.
- О некоторых проблемах польского пути к социализму. — Варшава: Полония, 1957. — 31 с. (рус. яз.)
- Теория воспроизводства и накопления. — М.: Госиноиздат, 1963.
- Оптимальные решения. — М.: Прогресс, 1967.
- Введение в экономическую кибернетику. — М.: Прогресс, 1968.